# Aoba-ku (Yokohama)
Pour les articles homonymes, voir Aoba-ku.
Aoba (青葉区, Aoba-ku) est l'un des dix-huit arrondissements de la ville de Yokohama au Japon. Il est situé au nord-ouest de la ville.

Position de l'arrondissement d'Aoba dans la ville de Yokoyama.

En 2016, sa population est de 310 031 habitants pour une superficie de 35,22 km2, ce qui fait une densité de population de 8 800 hab./km2.

## Lieux notables

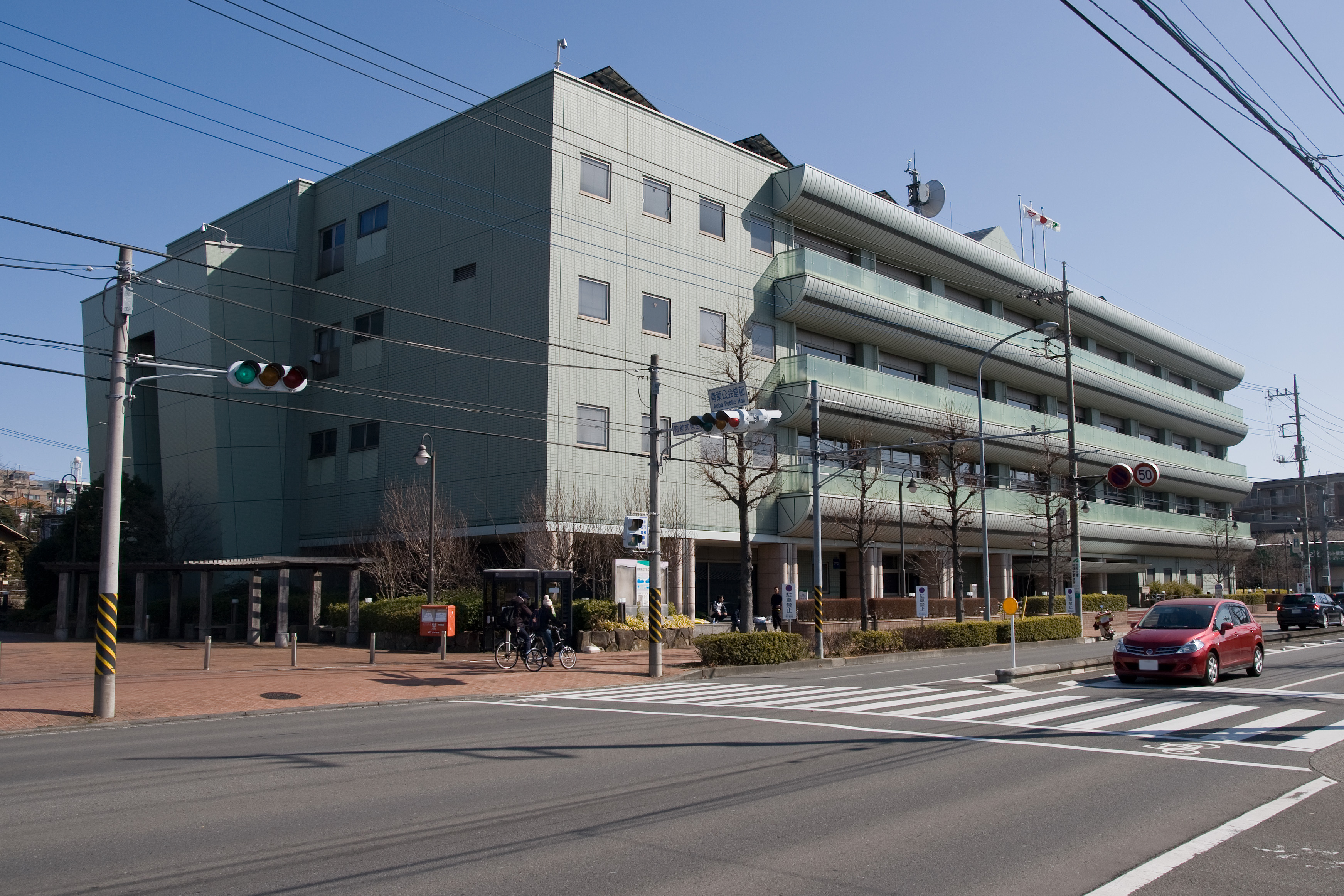
Mairie de l'arrondissement d'Aoba.

- Parc Kodomonokuni
- Caritas Junior College

## Transport publics
L'arrondissement est desservi par plusieurs lignes ferroviaires :
- ligne Den-en-toshi de la compagnie Tōkyū,
- ligne Kodomonokuni de la compagnie Yokohama Minatomirai Railway,
- ligne bleue du métro de Yokohama.